# 前408年
| 千纪： | 前1千纪 |
| 世纪： | 前6世纪 \| 前5世纪 \| 前4世纪 |
| 年代： | 前430年代 \| 前420年代 \| 前410年代 \| 前400年代 \| 前390年代 \| 前380年代 \| 前370年代                                                                                           |
| 年份： | 前413年 \| 前412年 \| 前411年 \| 前410年 \| 前409年 \| 前408年 \| 前407年 \| 前406年 \| 前405年 \| 前404年 \| 前403年                                                             |
| 纪年： | 周威烈王十八年 魯穆公八年 齊宣公四十八年 晉烈公八年 趙烈侯元年 魏文侯十七年 韓景侯元年 秦簡公七年 楚簡王二十四年 宋後昭公六十一年 衛慎公七年 鄭繻公十五年 燕後簡公七年 越王翳三年 |

## 大事記

### 中国
- 韩景侯兴兵伐郑，郑公又把都城迁到京城，这便是历史上有名的郑“城京”。郑繻公迁都之后，连败韩军，不但收复许多失地，还兵围韩国的首邑阳翟（即禹州）。
- 齐国再度攻陷郕，郕君失国。国民为纪念故国，以“郕”字去邑旁后的“成”为姓。
- 魏灭中山之战是一次典型的远距离“跨国”作战，其规模之大、历时之久、谋略之独具，在中国战争史上具有重要地位。
- 秦国实行“初租禾”，就是在法律上承认了土地占有者对所占土地拥有所有权，使大批占有私垦田地的地主和自耕农成为土地的合法主人。
- 魏國全部佔有原本屬於秦國的河西地區，並在此設立西河郡。經翟璜推薦，由吳起擔任首任郡守。